# Вилья-Ла-Ангостура
Вилья-Ла-Ангосту́ра (исп. Villa La Angostura) — город и муниципалитет в департаменте Лос-Лагос провинции Неукен (Аргентина), административный центр департамента.

## История
Когда после кампании аргентинской армии по изгнанию индейцев, вошедшей в историю как «Завоевание пустыни», эти земли перешли под контроль аргентинского правительства, возник территориальный спор между Чили и Аргентиной: Аргентина считала, что граница между странами должна проходить по линии самых высоких горных вершин, а Чили — что по линии водораздела. В 1902 году британский арбитраж признал эту территорию принадлежащей Аргентине, и в 1903 году правительством была организована здесь Колония-Науэль-Уапи.
Долгое время из-за плохой транспортной доступности эти территории почти не имели связи с остальной частью страны, и когда в 1928 году военный министр Агустин Педро Хусто совершил сюда поездку, то пообещал, что в Коррентосо (так тогда называлось это место) будет радиостанция. Пост радиотелеграфа был торжественно открыт в 1932 году, и местные власти воспользовались этим, чтобы объявить о переименовании селения, которое решили назвать в честь Хусто. Однако сам Хусто, узнав об этом, попросил этого не делать, и тогда поселение получило название «Ла-Ангостура».